# Gare d’Estrées-Saint-Denis
Gare d’Estrées-Saint-Denis vasútállomás Franciaországban, Estrées-Saint-Denis településen.

## Vasútvonalak
Az állomást az alábbi vasútvonalak érintik:
- Rochy-Condé–Soissons-vasútvonal
- Ormoy-Villers-Boves-vasútvonal

## Kapcsolódó állomások
A vasútállomáshoz az alábbi állomások vannak a legközelebb:
- Gare de Compiègne
- Gare de Tricot
- Gare de Montdidier
- Gare de Wacquemoulin
- Gare de Remy